# No Quarter (film, 1915)
Pour les articles homonymes, voir No Quarter (homonymie).
Pour plus de détails, voir Fiche technique et Distribution.
No Quarter (littéralement : Pas de quartier) est un film muet américain réalisé par Frank Cooley, sorti en 1915.

## Fiche technique
- Titre : No Quarter
- Réalisation : Frank Cooley
- Scénario : Virginia Whitmore
- Producteur :
- Société de production : American Film Manufacturing Company
- Société de distribution : Mutual Film
- Pays de production :  États-Unis
- Langue : film muet avec les intertitres en anglais
- Métrage : 300 m
- Format : Noir et blanc — 35 mm — 1,33:1 — Muet
- Genre : Comédie dramatique
- Durée : 10 minutes
- Date de sortie : 
  - États-Unis

## Distribution
- Joe Harris : M. Smith
- Virginia Kirtley : Peggy Smith
- Webster Campbell : Reggie Ruggles
- Fred Gamble : M. Meeker